# La Décade philosophique

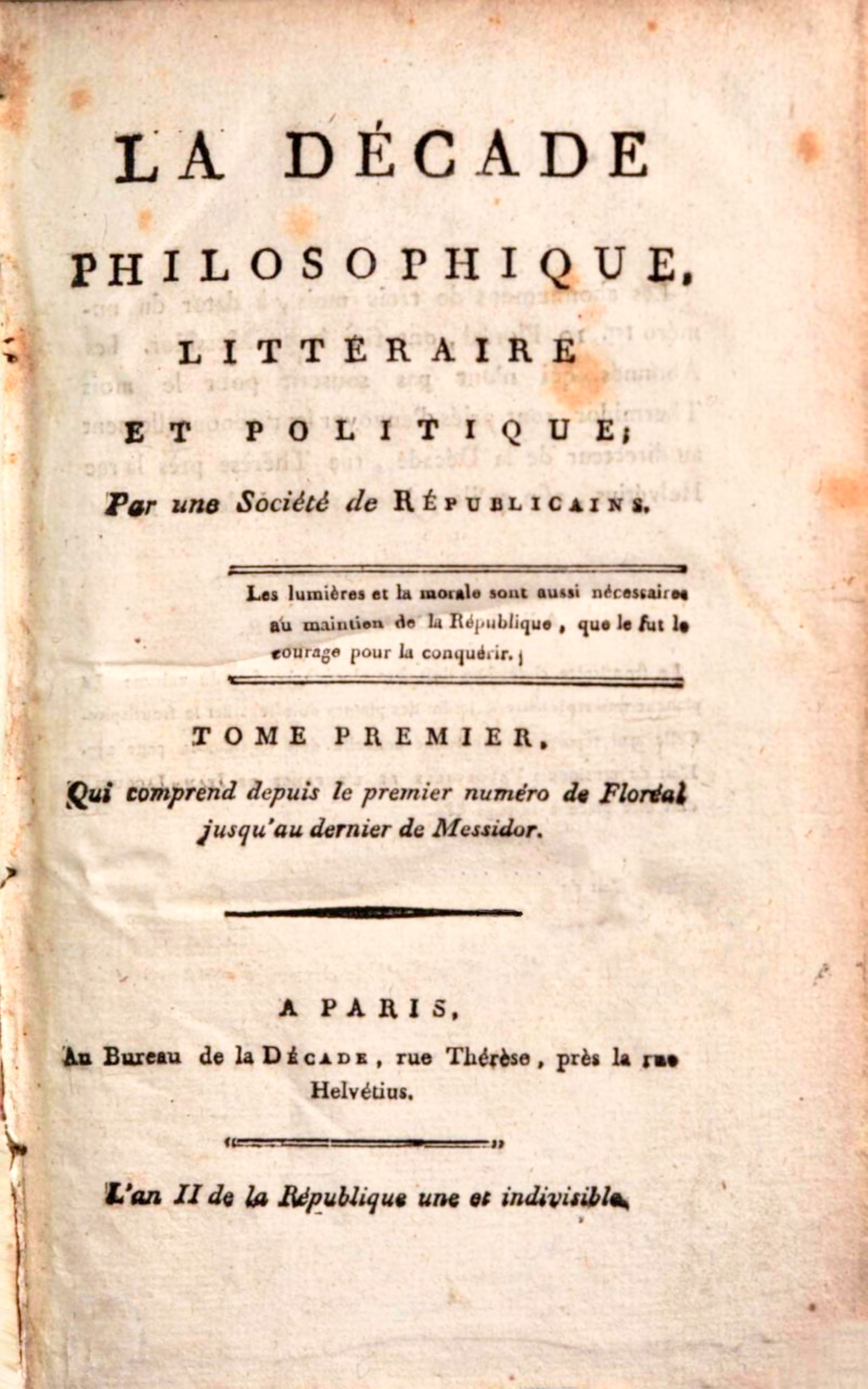
La Décade philosophique, littéraire et politique, tomo 41, ano 12, número 20.

La Décade philosophique, politique et littéraire, ou simplesmente décade philosophique, foi um jornal filosófico e político fundado em 29 de abril de 1794, em meio à um dos momentos mais intensos do Terror, e publicado continuamente até 1807, suprimido então por ordem de Napoleão Bonaparte, em razão da qual será fundido com o jornal Mercure, de Chateaubriand. Serviu de expressão do projeto intelectual e político dos Idéologues, a fim de continuar o esforço revolucionário iniciado nos comités de instrução pública, mobilizando especialmente os valores republicanos e o saber das humanidades, como também a economia política emergente.